# Private Wasserversorgung
Die Debatte über eine private Wasserversorgung handelt von den politischen und wirtschaftlichen Bestrebungen, die Wasserversorgung privatwirtschaftlich zu organisieren und nicht als staatliche oder kommunale Einrichtungen (weiter) zu führen. Dabei besteht z. B. die Möglichkeit, die Wasserversorgungs-Infrastruktur wie Brunnen, Wasserspeicher und Leitungssysteme in privates Eigentum zu überführen (wie z. B. in Großbritannien) oder lediglich die Verwaltung der Wasserversorgung meist über zeitlich beschränkte Betriebskonzessionen privatwirtschaftlich zu organisieren (wie z. B. in Frankreich).

## Überblick
Begründet wird die Privatisierung mit der Überzeugung, dass privatwirtschaftliche Betriebe wirtschaftlicher arbeiteten als staatliche Monopole. Neben Einsparungen für den Staat erhofft man sich qualitative Verbesserungen bei der Wasserversorgung. Eine höhere Effizienz der privaten Wasserversorgung konnte im Vergleich mit kommunalen Einrichtungen empirisch allerdings zumindest für Industrieländer nicht nachgewiesen werden.
Kritisiert wird an der Privatisierung unter anderem, dass private Unternehmen oft nicht bereit seien, langfristige und kapitalintensive Investitionen in Infrastruktureinrichtungen vorzunehmen. So litt die vollständig privatisierte Londoner Wasserversorgung an zahlreichen Leckagen, weil die Sanierung des veralteten Leitungsnetzes entgegen einer Vereinbarung mit der Regulierungsbehörde von dem Wasserversorger verschleppt wurde. Auf die Gefahren einer privat organisierten Wasserversorgung bzw. eines speziell austarierten Gemeinschaftssystems öffentlich-kommunaler und privater Anbieter hat der Dokumentarfilm Water Makes Money – Wie private Konzerne aus Wasser Geld machen anhand der französischen Unternehmen Veolia Water und Suez hingewiesen.
In Deutschland lehnten SPD, CDU, CSU, Die Grünen, Die Linke und AfD die Privatisierung der Trinkwasserversorgung ab.
Kritiker befürchten zudem, dass aufgrund der Privatisierung ärmeren Teilen der Bevölkerung der Zugang zum Wasser verweigert werden könnte und ökologische Grenzen der Nutzung nicht beachtet würden: Besonders betroffen von einem eventuellen Preisanstieg seien ärmere Menschen, die dann möglicherweise die Kosten für Trinkwasser nicht mehr aufbringen könnten. Die Vereinten Nationen erkannten auf ihrer Generalversammlung am 28. Juli 2010 das Recht auf Zugang zu sauberem Wasser als Menschenrecht an; Weltbank und Welthandelsorganisation (WTO) legen in ihren entwicklungspolitischen Empfehlungen bei der Privatisierung der Wasserversorgung die Einrichtung einer Regulierungsbehörde nahe, um die Aktivitäten der Unternehmen zu überwachen.
In Frankreich hat die Verwaltung der Wasserversorgung durch die Privatwirtschaft eine lange Tradition: Schon im 19. Jahrhundert wurde die Wasserversorgung vieler Gemeinden in der Folge der Industriellen Revolution in die Hände börsennotierter Unternehmen gelegt. Nach dem Zweiten Weltkrieg wurde in den 1950er Jahren beim Wiederaufbau von vielen Gemeinden die Verantwortung für Erhalt und Ausbau der Wasserversorgungs-Infrastruktur auf private Unternehmen übertragen, die dafür den Wasserpreis festsetzen können. In der Folge dieser Entwicklung bildeten sich von Banken gestützte Konzerne, die heute weltweit operieren. Während die Verträge damals sehr langfristig waren und ihre Dauer bis zu 99 Jahre betrug, ist ihre Gültigkeit heutzutage auf 12 bis 30 Jahre begrenzt. In Italien wird der französische, auch in Italien aktive Wasser- und Müllaufbereiter „Veolia“, aufgrund der hohen Verschuldung und seines Rückzugs aus vielen Projekten als eine Art „Schwarzes Loch“ bezeichnet. Im Rahmen der italienisch-französischen Anti-Mafia-Aktion von Spezialkräften beider Länder („Rifiuti spa 2“) wurde auf das Verhältnis des kalabrischen Alampi-Clans mit der dort agierenden Veolia-Filiale: „VEOLIA SERVIZI AMBIENTALI TECNITALIA SPA“, hingewiesen.
Soweit sich ein internationaler Wassermarkt etabliert hat, wird er von wenigen französischen und britischen Konzernen wie Veolia Water (vormals Vivendi), Suez sowie Thames Water dominiert. Die deutsche RWE hatte sich seit Ende der 1990er auf dem internationalen Wassermarkt engagiert, sich aber nach dem Verkauf von Thames Water 2006 wieder auf Strom und Gas konzentriert.
Weitere große Wasserkonzerne sind Aguas de Barcelona, SAUR, United Utilities sowie die Bechtel Corporation.
Bei den international operierenden Konzernen handelt es sich meist um Mischunternehmen, die auch Tochterfirmen und Beteiligungen in den Bereichen der Wasseraufbereitung und Wasserentsorgung, Abfallbeseitigung, Energieversorgung, der chemischen Industrie usw. unterhalten. Vivendi beispielsweise war über Vivendi Universal Entertainment auch Eigentümer der Universal Studios und hält heute noch ein Fünftel der Beteiligungen an diesem Medienkonzern.
Nach Darstellung des Journalisten Frank Kürschner-Pelkmann sind die seiner Auffassung nach zum Teil auch „ideologisch motivierten“ Bemühungen um die Privatisierung der Wasserversorgung in armen Ländern als Teil der Globalisierung weitgehend gescheitert.
Laut einer Dokumentation des Hessischen Rundfunks gibt es auch Positivbeispiele, bei denen die Privatisierung in afrikanischen Staaten zu geringeren Preisen und einer besseren Versorgung führte.
Als weitere Alternative zur Kommodifizierung von Wasser wird Commoning diskutiert.

## Debatte in der Europäischen Union
In der Vergangenheit konnte in vielen Städten Europas beobachtet werden, dass nach der Entscheidung einer Kommune, ihre Wasserversorgung zu privatisieren, diese häufig an die lokalen, monopolistischen (oftmals auch staatlichen) Energieversorger veräußert wurden, wodurch der Vorwurf von Miss- und Vetternwirtschaft laut wurde. Im Jahre 2013 schlug der zuständige EU-Kommissar für Binnenmarkt und Dienstleistungen Michel Barnier daher eine sogenannte „Konzessionsrichtlinie“ vor, mit der dieser Tendenz entgegengewirkt werden sollte. Sie sah vor, dass im Falle einer solchen (freiwilligen, im Rahmen ihrer Autonomie getroffenen) Entscheidung einer Kommune, ihre Versorgungsunternehmen zu privatisieren, eine (wie bei allen anderen staatlichen Aufträgen bereits vorgeschriebene) europaweite, transparente Ausschreibung stattfinden sollte. Gegen dieses Vorhaben wehrten sich mehrere Lobbyorganisationen wie der Verband kommunaler Unternehmen, sowie eine öffentliche Petition mit mehr als 1,8 Millionen Unterzeichnern. Sie befürchteten laut eigener Aussage eine „Zwangsprivatisierung durch die Hintertür“. Trotz entsprechender Hinweise seitens der EU-Kommission, dass dies in der vorgeschlagenen Richtlinie nicht der Fall sei, wurde die Vorlage aufgrund des öffentlichen Drucks schlussendlich dahingehend geändert, dass die Wasserversorgung weiterhin von der entsprechenden Regelung ausgenommen ist.

## Wasserversorgung im Globalen Süden
Besonders im Globalen Süden ist die Wasserversorgung schwierig. Die Verfügung über die Quellen der Wasserversorgung und die Entscheidung über Investitionen in die Infrastruktur sind zu einem politisch wichtigen Faktor geworden.
Nach Auffassung des ghanaischen Geographen Ian Yeboah ist die Privatisierung der Wasserversorgung durch die strategische Konzentration auf besonders profitable Bereiche (sog. cherry-picking) charakterisiert. Obwohl in Ghana etwa 93 % der Stadtbevölkerung, aber nur 40 % der Landbevölkerung Zugang zu sauberem Trinkwasser hatten, sollte sich die Privatisierung unter Unterstützung der Weltbank auf die städtischen Bereiche beschränken. Aus seiner Sicht wurde die Privatisierung deshalb vor allem von den „eurozentrischen“ urbanen Eliten in Ghana betrieben.
Der ghanaische Wirtschaftswissenschaftler Franklin Cudjoe meint, Regierungen hätten bei den nötigen Investitionen meist ihre Inkompetenz bewiesen. Viele Menschen hätten zwar eine Wasserleitung, damit sei aber noch lange keine Wasserversorgung gewährleistet. Durch private Investoren könnten zumindest mehr Menschen an die Wasserversorgung angeschlossen werden. Cudjoe hofft deshalb auf eine Privatisierung der Wasserversorgung und kritisiert die Mentalität westlicher NGOs, die an der Rückständigkeit Afrikas interessiert seien.
Neben staatlichen und privatwirtschaftlichen Formen der Wasserversorgung gibt es in ländlichen Gebieten ärmerer Länder oft auch eine funktionierende Wasserversorgung auf der Basis von Genossenschaften oder Dorfgemeinschaften.

## GATS
Die Verpflichtung zur Marktöffnung durch das GATS-Abkommen, das internationale Allgemeine Abkommen über den Handel mit Dienstleistungen, das auch die Privatisierung der Wasserwirtschaft fördert, könnte dazu führen, dass lokale und genossenschaftliche Initiativen zur Wasserversorgung einem Verdrängungswettbewerb ausgesetzt werden und sie nicht mehr staatlich gefördert werden dürfen.
Ähnliche Diskussionen um Privatisierung gibt es auch für andere Bereiche der Daseinsvorsorge, die im Rahmen des GATS fortschreitend liberalisiert werden sollen.